# Endingen (Balingen)

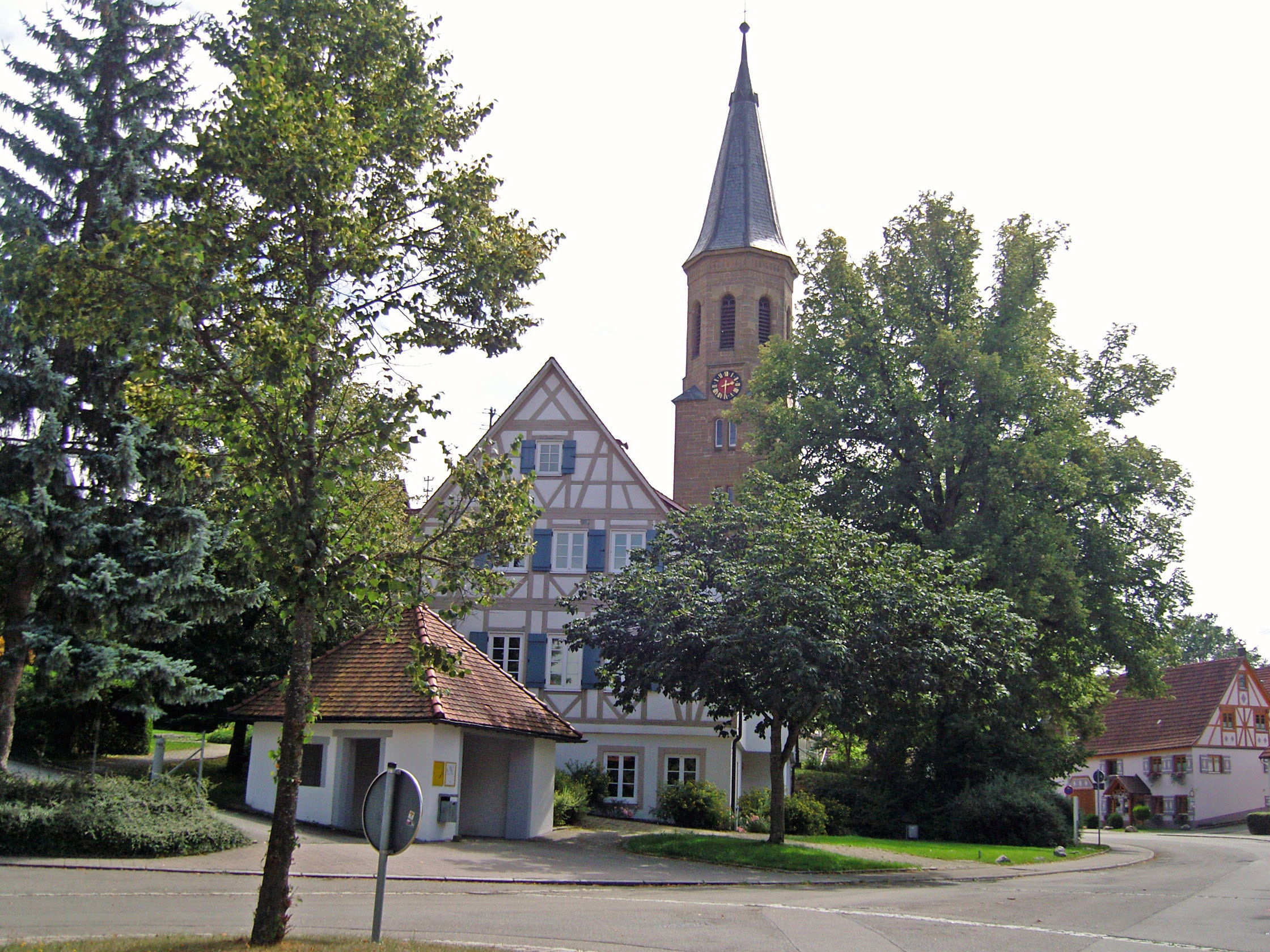
Kirche von Endingen

Endingen ist ein Stadtteil der Kreisstadt Balingen im Zollernalbkreis im Süden Baden-Württembergs.

## Geschichte
Beim Umpflügen eines Ackers wurde 1937 auf dem Flur „Goldäcker“, 300 Meter nördlich des damaligen Ortes am südöstlichen Fuße des „Hirn“, ein alamannisches Grab mit Skelett und Grabbeigaben gefunden.

### Mittelalter
Endingen wurde 793 als Eindeinga in einer Urkunde des Klosters Sankt Gallen erstmals erwähnt. Die ursprünglichen Ortsherren, deren Burg wohl in der Nähe der heutigen Kirche stand, zogen schon um 1250 nach Rottweil, wo sie als Patrizier und Bürgermeister in Erscheinung traten. Im 14. Jahrhundert tauchten die Söller von Endingen, als im Sankt Galler Verwaltungsdienst aufgestiegene Ortsherren auf. Deren längst abgegangene Burg Endingen wird auf der Anhöhe Illisburg, nordwestlich des heutigen Wohngebietes Schlickkuchen, vermutet. Vor 1373 kam die Ortsherrschaft an die Grafen von Zollern-Schalksburg und mit dem Verkauf dieser Herrschaft 1403 an Württemberg. Ab da gehörte Endingen zum Amt Balingen.

### Neuzeit
Endingen hatte im Jahre 1545 etwa 160 Einwohner. 1758 wurde das Amt Balingen, welchem Endingen zugehörte, zum Oberamt Balingen erhoben und ab 1806 in erweitertem Umfang Bestandteil des Königreichs Württemberg. 1807 erreichte die Einwohnerzahl in Endingen 555, im Jahre 1820 bereits 739. Bis 1900 ging der Bevölkerungsanteil auf 536 zurück und erreichte erst 1939 wieder den Stand von 1820. Endingen kam 1934 zum Kreis und ab 1938 zum Landkreis Balingen.

### 20. Jahrhundert
Martin Luippold gründet die erste Trikotindustrie in Endingen. 1921 wurde bei der Wahl zum Schultheiß erstmals das Frauenwahlrecht in Endingen eingeführt. 1930 wurde auf den Wunsch von 75 Feuerwehrpflichtigen im Gasthaus zum Bahnhof die Freiwillige Feuerwehr gegründet. Im Jahre 1933 wurde in Endingen ein Fluss-Schwimmbad an der Steinach unterhalb der Eisenbahnbrücke eingerichtet, welches 100 m lang und 1,5 m tief war.
Im Verlaufe des Zweiten Weltkriegs wurden 172 junge Männer in den Kriegsdienst eingezogen. 54 davon fielen und neun werden bis heute vermisst. In den letzten Wochen des Kriegs wurde Endingen wegen seiner Lage an der Eisenbahnlinie nach Ebingen schwer getroffen. Am 3. April 1945 sollten auf Anweisung der NSDAP die Endinger Einwohner evakuiert werden, welche sich aber gegen die Evakuierung wehrten. Am späten Nachmittag des 20. April wurde Endingen von Nordosten her von einer französischen Artillerieeinheit erreicht und ohne Widerstand besetzt. Im Jahre 1946 wurden die französischen Truppen abgezogen und der erste Bürgermeister nach dem Krieg, Karl Fink gewählt. Als Nachfolger von Karl Fink war Artur Jenter von 1954 bis 1971 der letzte Bürgermeister der Gemeinde Endingen.
Am 1. August 1971 wurde Endingen nach Balingen eingemeindet.

## Politik

### Ortschaft
Laut der baden-württembergischen Gemeindeordnung hat Endingen einen bei jeder Kommunalwahl neu zu wählenden Ortschaftsrat mit einem Ortsvorsteher als Vorsitzenden. Zu Endingen gehören die Wohngebiete Eckhaus und Kutzmühle.

### Ortsvorsteher
- Artur Jenter (1971–1984)
- Erich Dürr (1985–1994)
- Karl-Heinz Reichert (1994–2006)
- Walter Ladenberger (2006–2014)
- Gerd Ulrich (2014)
- Thomas Meitza (seit 2015)

### Wappen
Die Blasonierung des Wappens von Endingen zeigt in Gold auf blauem Wellenbalken eine nach links schwimmende blaue Ente. Die Ente als Ortskennzeichen ist schon seit 1800 bekannt. Das Wappen erklärt den Ortsnamen, abgeleitet aus dem alemannischen anto; mhd. Ant = Ente. Das Wappen wurde am 9. August 1935 der Gemeinde verliehen.

## Wirtschaft und Infrastruktur

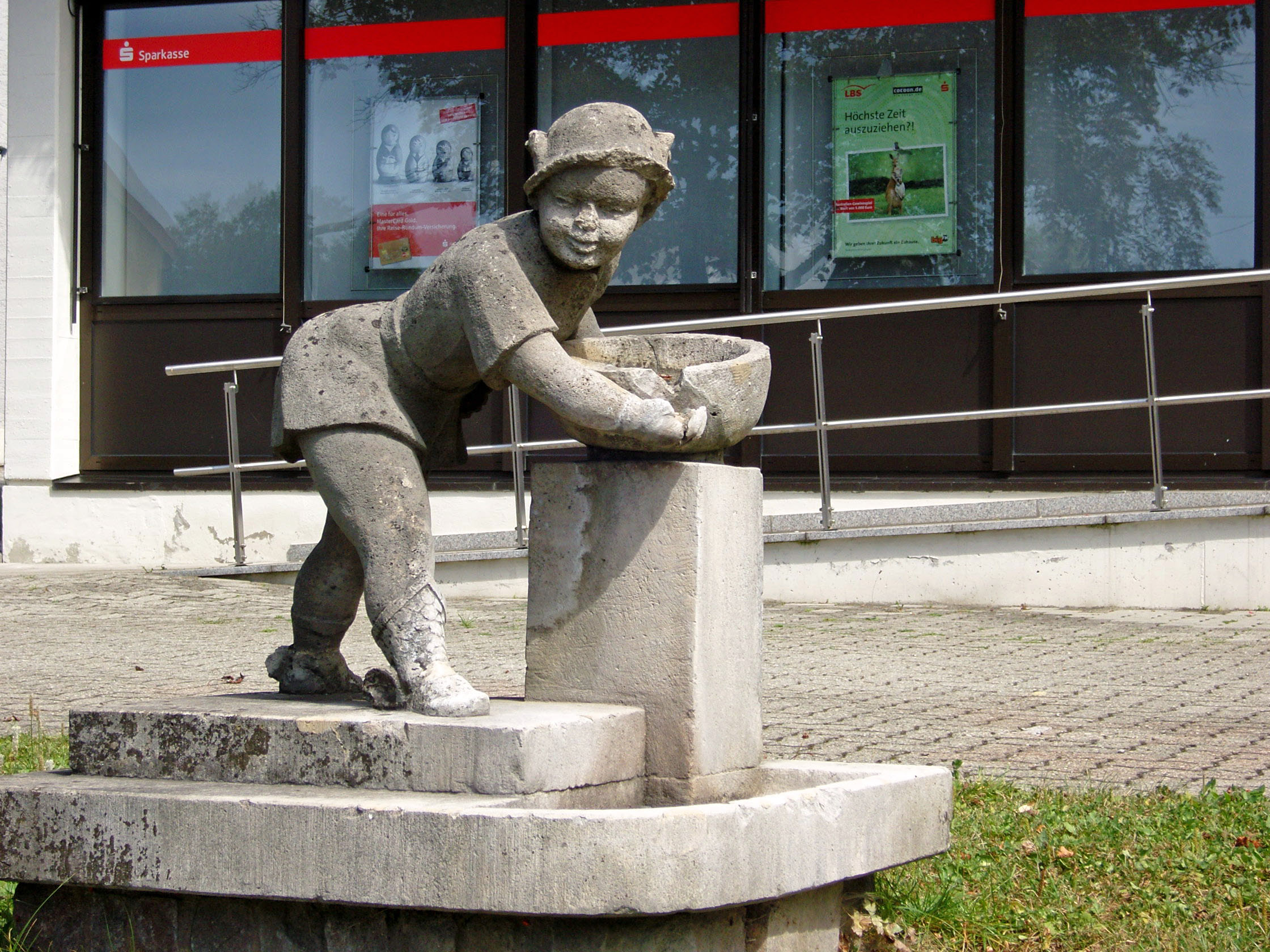
Hermes-Statue

### Verkehr
Endingen liegt an der Bahnstrecke Balingen–Rottweil. Die im Landkreis Rottweil abgebaute, nurmehr bis Schömberg führende Bahnlinie wird nur noch für Güterzüge und Personenverkehr in Form eines Rad-Wander-Shuttles verwendet.
Die Ortschaft wird von der stark befahrenen Bundesstraße 27 durchquert, die große Wohngebiete von kirchlichen, behördlichen und schulischen Einrichtungen trennt. Gleichzeitig ist sie die einzige vollwertige Verbindung mit Balingen, was zu erheblichen Verkehrsbelastungen im Bereich der Hauptstraße führt. Seit dem 1. Januar 2017 gilt aufgrund eines neuen Luftreinhalteplans auf der Bundesstraße 27 innerhalb von Endingen ganztags Tempo 30.

### Ansässige Unternehmen
Im Bereich des Bahnhofs befanden sich diverse kleinere Gewerbebetriebe (u. a. Textilfirmen, Möbelbau, Brennstoffhandel). Zudem kommen verschiedene Handwerksbetriebe, Gaststätten und Geschäfte des Einzelhandels. Das auf der Gemarkung Endingen liegende Gewerbegebiet Gehrn beherbergt zahlreiche Gewerbebetriebe, Supermärkte, Autohäuser, Baumärkte etc., eine Kunsteisbahn, sowie ein Großlager eines Einzelhandelskonzerns. Das teilweise auf der Gemarkung Endingen liegende Gewerbegebiet „Rote Länder“ beherbergt verschiedene Gewerbetreibende, sowie das Großlagers eines Großhandels für Heizungs- und Sanitärtechnik.

### Öffentliche Einrichtungen
- Freiwillige Feuerwehr Balingen, Abteilung Endingen: Die Abteilung Endingen führt ein Löschgruppenfahrzeug LF10 und ein Kleintanklöschfahrzeug in ihrem Fuhrpark, sie hat 30 Männer und Frauen in der Einsatzabteilung, sowie eine Jugendfeuerwehr.

## Kultur
Siehe auch: Liste der Kulturdenkmale in Endingen

### Veranstaltungsorte
Endingen verfügt über eine Turn- und Festhalle, sowie einen Veranstaltungsraum im Bürgerhaus. Es gibt einen Sportplatz mit drei Feldern und einer Aschenbahn sowie einen Tennisplatz. Des Weiteren gehören zur Endinger Gemarkung das Messegelände mit der SparkassenArena und die Volksbank-Messe. Die im Jahr 2006 eröffnete SparkassenArena ist eine Großsporthalle für 2320 Zuschauer, in der neben kleineren Sportveranstaltungen auch die Heimspiele des Handballbundesligisten HBW Balingen-Weilstetten ausgetragen werden. Neben der reinen Sporthalle SparkassenArena liegt die im Jahr 2008 eröffnete Volksbank-Messe, welche für Veranstaltungen verschiedenster Art genutzt wird.

### Bildung
Endingen besitzt ein in den Jahren 1933/34 gebautes Schulhaus, das Ende der 1990er Jahre erweitert wurde. Durch die Erweiterung wurde es möglich, die bis dahin nur zweiklassig geführte Grundschule mit der Schule Erzingen in Endingen zusammenzulegen. Endingen hat einen Kindergarten.

## Religion
Endingen besitzt eine evangelische Kirche (spätgotischer Bau mit Turm von 1866, Chor älter) und ein evangelisches Gemeindehaus.

## Persönlichkeiten
- August Friedrich Oelenhainz (1745–1804), Porträtmaler
- Franz Hopf (1807–1887), Pfarrer und Landtagsabgeordneter

### Ehrenbürger
- Jakob Pfeffer (* 8. Februar 1853; † 25. September 1913) Endinger Auswanderer aus Cincinnati, Ohio, USA, stiftete die Ortsbeleuchtung von Endingen im Jahre 1913
- Gottlieb Wahrenberger (* 3. Juni 1881; † 10. April 1971)